# Erich Kempka
Erich Kempka (Oberhausen, 16 de Setembro de 1910 — Freiberg, 24 de janeiro de 1975) foi um oficial da SS (membro #2803 da Allgemeine-SS), que serviu como motorista de Adolf Hitler a partir de 1934.
Seu pai era um mineiro com dez filhos. Kempka trabalhou como mecânico na fábrica de automóveis DKW.

## Carreira nazista
Kempka juntou-se ao Partido Nazista em 1° de abril de 1930, como membro #225-639. Dois anos mais tarde, era um dos oito membros fundadores da SS-Begleit-Kommando.
Serviu como motorista de Josef Terboven até 29 de fevereiro de 1932 quando, com base na recomendação de Terboven, foi encarregado de ser o motorista-reserva de Hitler. Em 1934, ele substituiu Julius Schreck e Emil Maurice como primeiro-chofer de Hitler, camareiro e guarda-costas. Naquele mesmo ano, esteve presente na prisão de Ernst Röhm.
Em 1° de dezembro de 1937, juntou-se ao Lebensborn. Também foi premiado com um Totenkopfring de Heinrich Himmler. Sua esposa, Gerda Daranowsky, se divorciou dele e casou com o General Eckard Christian, de quem se divorciou em 1946.
Em 1945, perto do fim do Terceiro Reich, Kempka acompanhou Hitler a chancelaria e, em seguida, ao Führerbunker. Em 20 de abril, dez dias antes do suicídio de Hitler, ele brevemente desejou um feliz aniversário ao Führer e passou cerca de quinze minutos com ele.
Kempka foi um dos responsáveis pela queima do corpo de Hitler. Foi encarregado na tarde de 30 de abril de entregar 200 litros de gasolina no jardim fora do bunker, mas só foi capaz de obter 180. Ele deixou o bunker no dia seguinte. Em 20 de junho, foi capturado pelas tropas estadunidense em Berchtesgaden.
De acordo com o livro Os Últimos Dias de Adolf Hitler, Georg Beetz foi visto na área do Weidendamm Bridge como parte do grupo que deixou o Führerbunker na noite do dia 1° de maio de 1945. Nada mais foi ouvido dele desde o último registo visual. O final de Beetz permanece desconhecido, mas se presume que ele tenha morrido na zona da ponte.
Apesar das afirmações contraditórias durante o seu interrogatório, Kempka mais tarde admitiu que quando Hitler e Eva Braun se trancaram em uma sala para cometer suicídio, ele se apavorou e correu para fora do Führerbunker, retornando somente após Hitler e Braun estarem mortos. No momento em que voltou ao bunker, os corpor de Hitler e Braun já estavam sendo transportados para a cremação.
Apesar da sua credibilidade duvidosa, muitos entrevistadores citam Kempka em suas histórias do suicídio de Hitler por causa de sua língua afiada. Por exemplo, um entrevistador, O'Donnell, escreveu o seguinte trecho em seu livro, The Bunker:
- Ele referiu-se ao General Hermann Fegelein como tendo "seu cérebro no pênis". (Fegelein foi executado por Hitler por tentar desertar de Berlim com a sua amante.)
- Quando Martin Bormann carregava o corpo de Eva Braun para fora do bunker, Kempka tomou o corpo dele e insistiu em carregá-la, dizendo que Bormann estava carregando Braun "como um saco de batatas". (Bormann e Braun eram desafetos.)

No julgamento de Nuremberg, Kempka foi chamado para depor porque ele alegou ter visto Martin Bormann morto por um foguete anti-tanque soviético. Mais tarde, ele teria se referido a Eva Braun como "a mulher mais infeliz da Alemanha". Ele foi libertado em 9 de outubro de 1947.
Kempka manteve sua associação com o Führer-Begleit-Kommando, freqüentando reuniões dos membros da 1º SS Panzer Korps até um ano antes da sua morte. Morreu aos 74 anos de idade.
Suas memórias apareceram pela primeira vez em 1951, sob o título Ich habe Adolf Hitler verbrannt (Eu Cremei Adolf Hitler). Em 1975, as memórias foram reeditadas com um prefácio do autor e ex-membro da Leibstandarte SS Erich Kern sob um título menos sensacionalista, Die letzten Tage mit Adolf Hitler (Os Últimos Dias de Adolf Hitler).